# STS–7
Az STS–7 az amerikai űrrepülőgépes program 7., a Challenger űrrepülőgép 2. repülése. Az első 5 személyes űrrepülés, Sally Ride az első amerikai nő a világűrben.

## Jellemzői
Orbitális pályája 90,6 perces, 28,3 fokos hajlásszögű, elliptikus pálya-perigeuma 299 kilométer, apogeuma 307 kilométer volt. Felszálló tömeg indításkor 113 025 kilogramm, műveleti tömege a pályán 16 839 kilogramm, leszálló tömeg 10 058 kilogramm.

## Küldetés
A hatnapos repülés célja a szállított műholdak telepítésének végrehajtása.

### Első nap
1983. június 18-án a szilárd hajtóanyagú gyorsítórakéták (SRB) segítségével Floridából, a Cape Canaveral (KSC) Kennedy Űrközpontból, a LC39–A jelű indítóállványról emelkedett a magasba. 
A beépített kanadai Canadarm (SRM) manipulátor segítségével az űrrepülőgép legénysége az első napban két kommunikációs műholdat helyezett pályára.

### Műholdak
A távközlési műholdakat a Hughes Space and Communications Co. (HSC, Kalifornia) építette. Mindkettő műhold azonos méretű, felépítése is közel azonos. 1983. június 18-án az űrrepülőgép első napján kiemelték a raktérből, üzembe helyezték (antennák kinyitása, elektronika bekapcsolása), induló pozícióba állították, az űrrepülőgép biztonságos távolságba manőverezett. Pozícióba állítás után, az űrrepülőgép biztonságos távolságba mozgott (14,8-18,5 kilométer), hogy a műhold PAM–D hajtóművének beindulása ne okozzon balesetet.

#### Anik C–2
Építésénél együttműködött a Spar Aerospace (Toronto), a kanadai Telesat vállalat tulajdonosa és üzemeltetője. Az STS–5 segítette alacsony pályára állítani a hármas egységet képező rendszerelem Anik C–3 példányát. A hármas műholdegység Kanada első kereskedelmi célt szolgáló rendszere, amivel 100 százalékra növelték távközlési kapacitásukat. A műhold élettartama korlátlan (10 évre tervezett – 1998. január 7-én kikapcsolták). Pályatartása érdekében gázfúvókájával több módosító manővert hajtott végre. 
Forgás-stabilizált (lendkerekes) típus (HS-376). Hengeres alakú, teljes magassága összecsukott állapotban: 2,82 méter, nyitott állapotban 6,43 méter (antennarendszer). Tömege 1238 kilogramm. Felületét napelemek borították, 3 darab NiCd akkumulátor tárolta az energiát éjszakai üzemmódban. Parabolaantennája átmérője 1,8 méter. Technikai felépítése elsősorban a számítógépes adatátvitelt (480 Mbps) biztosította. Orbitális pályája 104,5 fokos hajlásszögű. A szilárd hajtóanyagú rakétamotor telepítés után 45 perccel segítette a pályára állást. Előző műhold az Anik C3 6 (1982-110C), a következő műhold az Anik D2 8 (1984-113B).

#### Palapa–B–1
Építésénél együttműködött a PT . Telekomunikaci Indonézia Tbk. (Jakarta). Indonéziai állami tulajdonban lévő PT Telekom társaság az üzemeltető. Második generációs műhold. Képes volt a hang-, videó- , telefon- és nagy sebességű adatátviteli szolgáltatásokat végezni a több szigetből álló állam 130 milliós lakossága részére. 
A műhold élettartama korlátlan (8 évre tervezett – 1995 októberében kikapcsolták). Felszálló tömege 1200, pályára állított tömeg  692 kilogramm. Pályája 108 fok hajlásszögű. Pályatartása érdekében gázfúvókájával több módosító manővert hajtott végre. Forgás-stabilizált (lendkerekes) típus (HS-376). Hengeres alakú, teljes magassága összecsukott állapotban: 2,84 méter, nyitott állapotban 6,96 méter (antennarendszer). Tömege 1238 kilogramm. Felületét napelemek borították, 2 darab NiCd akkumulátor tárolta az energiát éjszakai üzemmódban. Parabolaantennája átmérője 1,8 méter. A rendszer 24.000 telefonhívás és 24 TV-program átjátszására képes Indonéziában, több ASEAN-országban (Brunei, Malajzia, Fülöp-szigetek, Thaiföld, Szingapúr, Pápua Új-Guinea). Előző műhold az Palapa–2 (1977-018A), következő műhold a Palapa–4 (1984-011D).

#### SPAS–01
Nyugat-Németország repülőgép-ipari  (Messerschmitt – Bolkow – Blohm) összefogással tervezte meg és készítette el a SPAS–01 (Shuttle Pallet Autonomous Satellite) tudományos műholdat – 10 egyedülálló kísérletből álló – programot. 1983. június 18-án az első munkanapon – a kommunikációs műholdakkal – együtt helyezték a világűrbe. A programot egy 4,8 méter átmérőjű, 3,4 méter magas és 1,5 méter széles, tömegében 2278 kilogramm kísérleti tárhelyen végezték. A rendszer 40 órás önálló üzemidővel rendelkezett. A Canadarm segítségével, üzembe helyezés után kiemelték a raktérből, s a világűrbe helyezték. A rendszer automatikusan végrehajtotta programját. Üzemidő után az űrrepülőgép a Canadarm segítségével elfogta, a raktérbe helyezte és június 24-én visszahozta a Földre. A NASA felszerelt egy 16 milliméteres színesfilm-kamerát, hogy élőben közvetíthesse a telepítési és visszakeresési műveleteket. Az orbitális egység pályája 90,39 perces, 28,42 fokos hajlásszögű, elliptikus pálya-perigeuma 291 kilométer, apogeuma 38 000 kilométer volt. Hasznos tömege 296 kilogramm.

### Egyéb feladatok
1. Elvégezték a meghatározott hét (Get Away Special) szociális kísérletet, a hat életfeltétel hatásának vizsgálatát.
2. Monodisperse Latex Reactor (MLR) – részecskeelőállító reaktor, az anyagelőállítás segítésére. A kísérletet négy, 3 méter magas reaktorban végezték. Latexgyöngyökkel végeztek mintatermék-előállítást.
3. Kereskedelmi kísérlet: Elektroforézis (CFES) vizsgálat az STS–4 programjában volt első alkalommal. Kibővített műszerpark és kutatási, kísérleti program jellemezte (biológiai anyagok, célja a gyártás előkészítése).
4. Anyagtudományi (fémötvözeteket készítése), Föld-megfigyelési és a navigációs műveletek végzése.
5. Német-amerikai program alapján a mikrogravitációs térben gázkísérleteket végeztek (keveredés, halmazállapot-változás, égés).

### Hatodik nap
1983. június 24-én Kaliforniában az Edwards légitámaszponton szállt le. Összesen 6 napot, 2 órát, 23 percet (6,1 nap) töltött a világűrben. 4 072 553 kilométert repült, 97 alkalommal kerülte meg a Földet. Egy különlegesen kialakított Boeing 747 tetején visszatért kiinduló bázisára.

## Személyzet
(zárójelben a repülések száma az STS–7-tel együtt)
- Robert Crippen (2), parancsnok
- Frederick Hamilton Hauck (1), pilóta
- John Fabian (1), küldetésfelelős
- Sally Ride (1), küldetésfelelős
- Norman Thagard (1), küldetésfelelős

### Visszatérő személyzet
- Robert Crippen (2), parancsnok
- Frederick Hauck (1), pilóta
- John Fabian (1), küldetésfelelős
- Sally Ride (1), küldetésfelelős
- Norman Thagard (1), küldetésfelelős